# Eciton vagans
Eciton vagans är en myrart som först beskrevs av Olivier 1792.  Eciton vagans ingår i släktet Eciton och familjen myror.

## Underarter
Arten delas in i följande underarter:
- E. v. allognathum
- E. v. angustatum
- E. v. dispar
- E. v. dubitatum
- E. v. fur
- E. v. mutatum
- E. v. vagans

## Bildgalleri

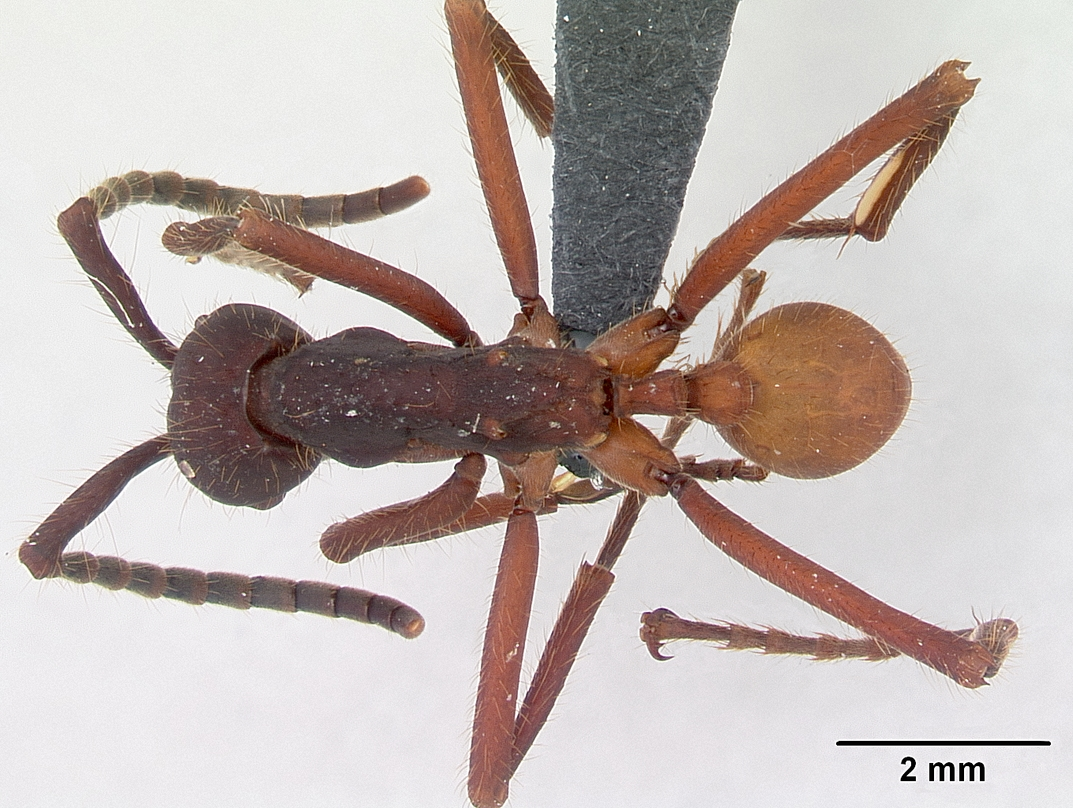
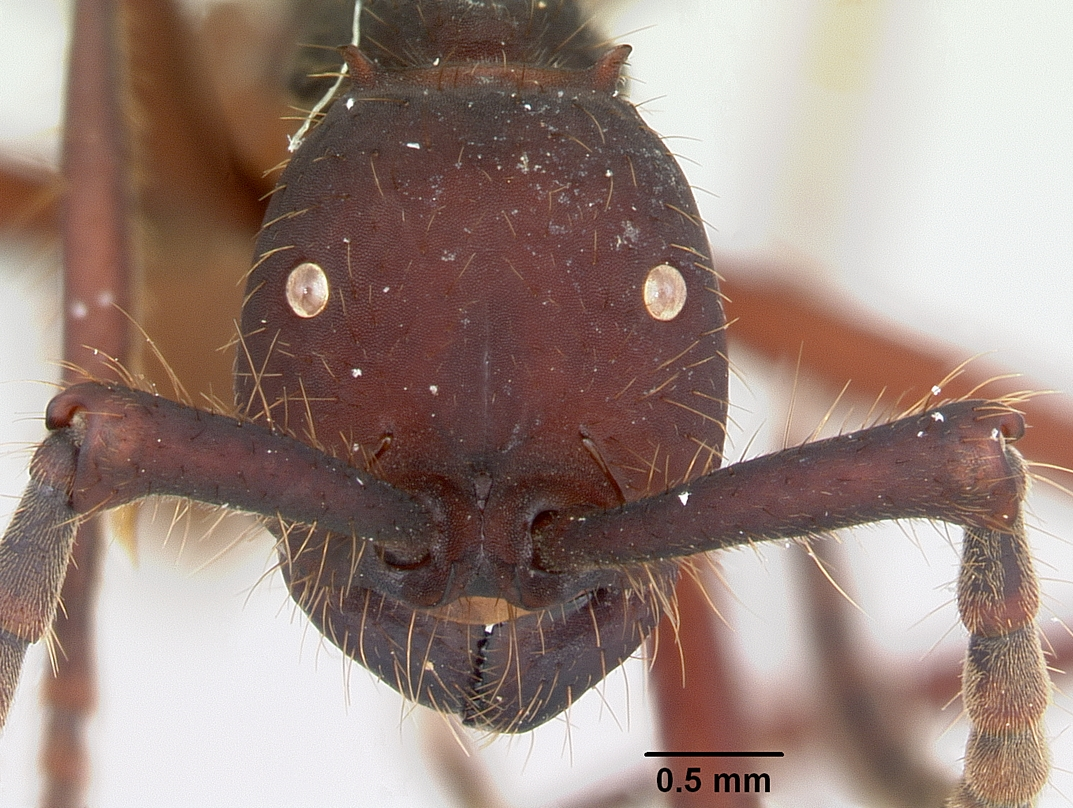
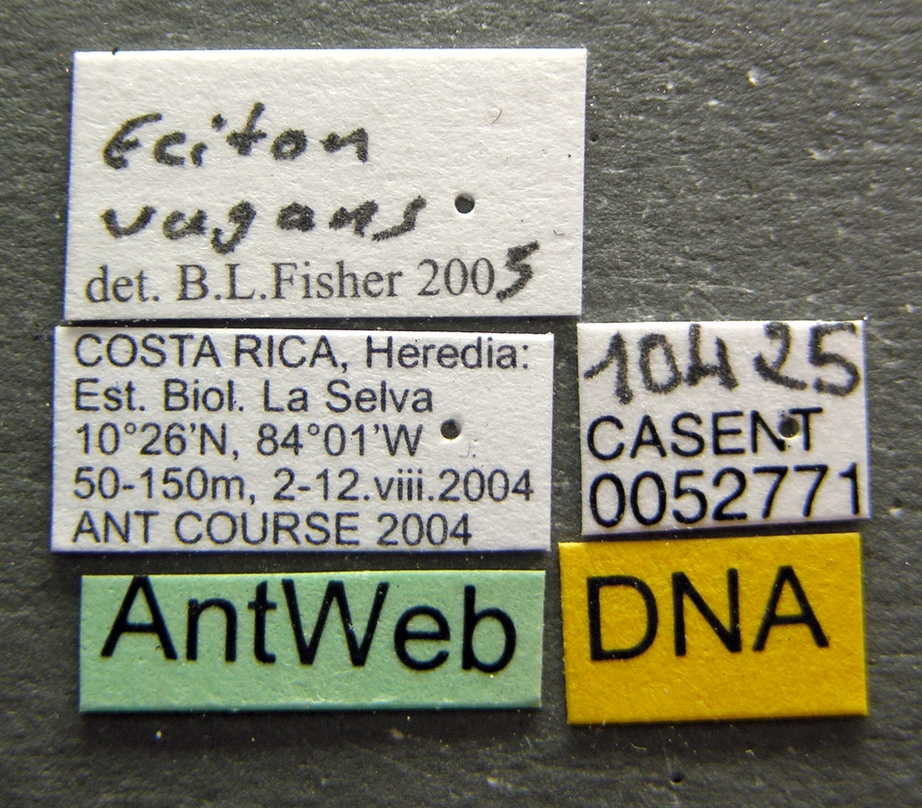
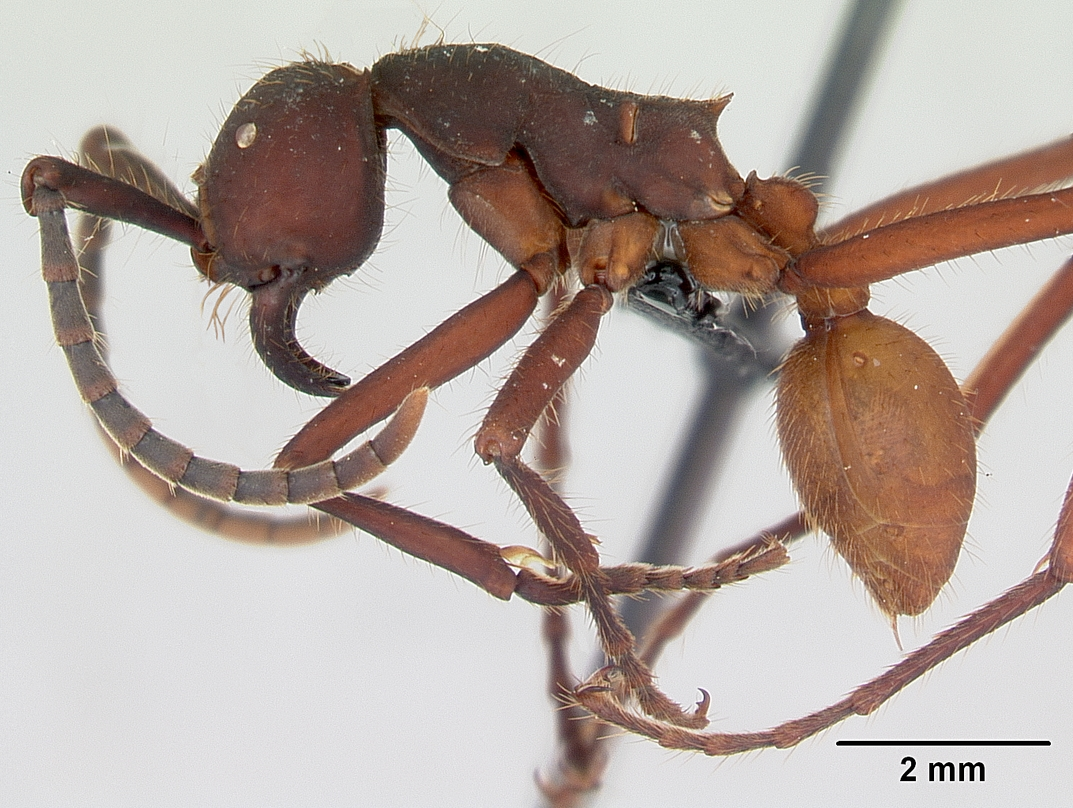
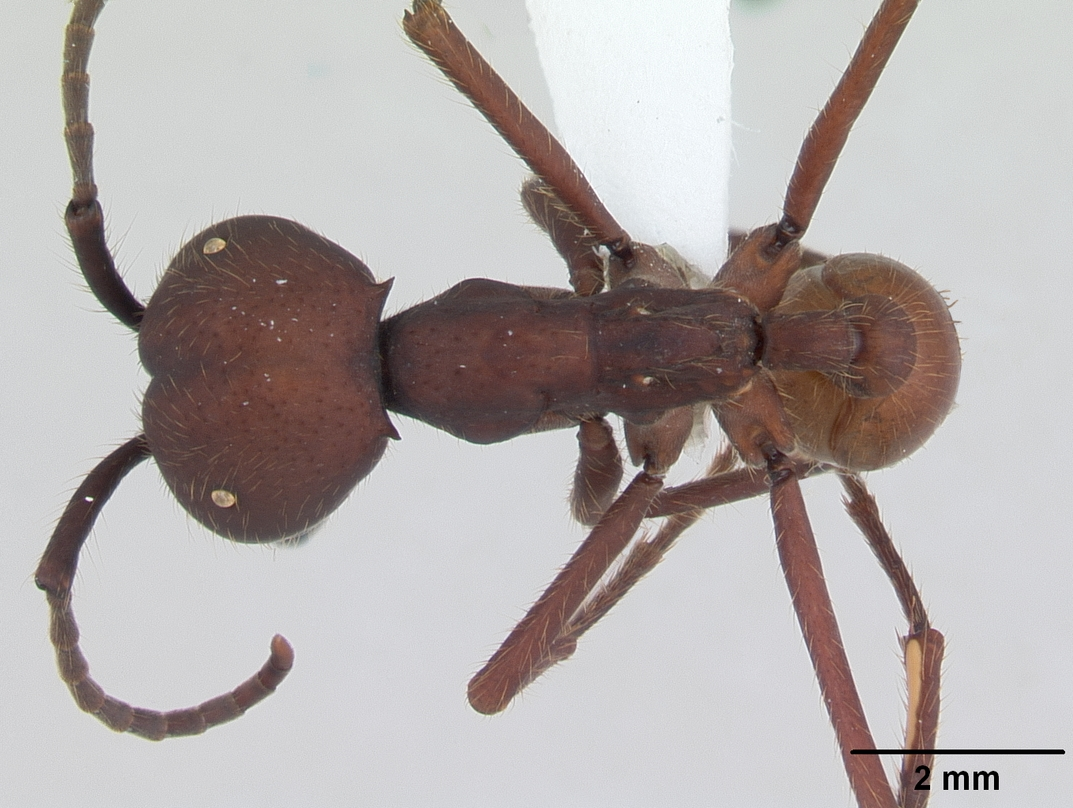
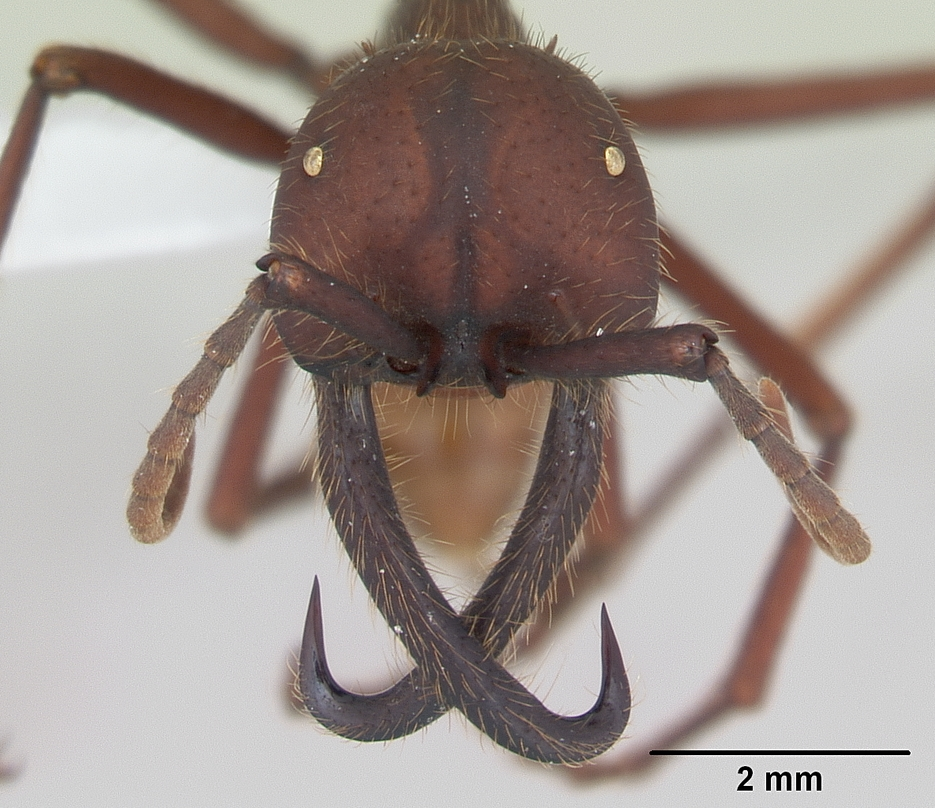